# Hysterothylacium aduncum
Hysterothylacium aduncum är en rundmaskart som först beskrevs av Rudolphi 1802.  Hysterothylacium aduncum ingår i släktet Hysterothylacium, och familjen Anisakidae. Arten är reproducerande i Sverige.